# Henriettea squamulosa
Henriettea squamulosa là một loài thực vật có hoa trong họ Mua. Loài này được (Cogn.) Judd mô tả khoa học đầu tiên năm 1986.